# Distanza euclidea
In matematica, la distanza euclidea è una distanza tra due punti, in particolare è una misura della lunghezza del segmento avente per estremi i due punti.
Usando questa distanza, lo spazio euclideo diventa uno spazio metrico (più in particolare risulta uno spazio di Hilbert). La letteratura tradizionale si riferisce a questa metrica come metrica pitagorica.

## Distanza unidimensionale
Per due punti in uno spazio unidimensionale, {\displaystyle P=(p_{x})} e {\displaystyle Q=(q_{x})}, la distanza euclidea è calcolata come:
{\displaystyle {\sqrt {(p_{x}-q_{x})^{2}}}=|p_{x}-q_{x}|.}

## Distanza bidimensionale
Per due punti in uno spazio bidimensionale, {\displaystyle P=(p_{x},p_{y})} e {\displaystyle Q=(q_{x},q_{y})}, la distanza euclidea è calcolata come:
{\displaystyle {\sqrt {(p_{x}-q_{x})^{2}+(p_{y}-q_{y})^{2}}}.}

### Approssimazione 2D per applicazioni informatiche
Un'approssimazione rapida della distanza in 2D basata su un intorno ottagonale può essere calcolata come segue. Sia {\displaystyle dx=|p_{x}-q_{x}|} (valore assoluto) e {\displaystyle dy=|p_{y}-q_{y}|}. Se {\displaystyle dy>dx}, la distanza approssimata è {\displaystyle 0,41dx+0,941246dy}; se {\displaystyle dy<dx}, si invertono i due valori.
La differenza dalla distanza esatta è tra il −6% e il +3%; più dell'85% di tutte le possibili differenze sono tra il −3% e il +3%.
Il seguente codice Maple implementa questa approssimazione e produce un grafico con la circonferenza reale in nero e l'intorno ottagonale approssimato in rosso:
```
fasthypot :=
  unapply(piecewise(abs(dx)>abs(dy), 
                    abs(dx)*0.941246+abs(dy)*0.41,
                    abs(dy)*0.941246+abs(dx)*0.41),
          dx, dy):
hypot := unapply(sqrt(x^2+y^2), x, y):
plots[display](
  plots[implicitplot](fasthypot(x,y) > 1, 
                      x=-1.1..1.1, 
                      y=-1.1..1.1,
                      numpoints=4000),
  plottools[circle]([0,0], 1),
  scaling=constrained,thickness=2
);

```

Esistono altri tipi di approssimazione. Tutte cercano generalmente di evitare le radici quadrate, dato che sono costose in termini computazionali, e sono fonte di diversi errori: rapporto di velocità. Usando la notazione di cui sopra, l'approssimazione dx + dy − (1/2)×min(dx,dy) genera un errore tra lo 0% e il 12% (attribuito ad Alan Paeth). Un'approssimazione migliore in termini di errore RMS è dx + dy − (5/8)×min(dx,dy), per la quale è stimato un errore tra il −3% e il 7%.
È bene notare che se è necessario confrontare distanze (per le quali si vuole solo sapere ad esempio qual è la maggiore, e non l'effettiva differenza) non è necessario calcolare la radice quadrata di tutte se si tiene conto delle seguenti proprietà:
- Se {\displaystyle A^{2}} è maggiore di {\displaystyle B^{2}}, allora anche la distanza {\displaystyle A} sarà maggiore della distanza {\displaystyle B}.
- Controllare se la distanza {\displaystyle A} è maggiore della distanza {\displaystyle 2B} è come confrontare {\displaystyle A^{2}} con {\displaystyle (2B)^{2}}, {\displaystyle (4B)^{2}} e così via.

Un esempio del primo caso potrebbe essere quello di provare a determinare in quale punto della griglia di un sistema CAD/CAM 2D potrebbe ricadere (snap to) un punto arbitrario. Questa non è realmente un'approssimazione, comunque, dato che il risultato è esatto.

## Distanza tri-dimensionale
Per due punti in tre dimensioni, {\displaystyle P=(p_{x},p_{y},p_{z})} e {\displaystyle Q=(q_{x},q_{y},q_{z})}, la distanza è calcolata come:
{\displaystyle {\sqrt {(p_{x}-q_{x})^{2}+(p_{y}-q_{y})^{2}+(p_{z}-q_{z})^{2}}}.}

### Approssimazioni 3D per applicazioni informatiche
Come indicato nella sezione sull'approssimazione 2D, quando si confrontano distanze (per le quali si vuole solo sapere ad esempio qual è la maggiore, e non l'effettiva differenza) non è necessario calcolare la radice quadrata di tutte. Infatti vale la regola che se {\displaystyle A^{2}} è maggiore di {\displaystyle B^{2}}, allora anche la distanza {\displaystyle A} sarà maggiore della distanza {\displaystyle B}.
Ad esempio, se si cerca la minima distanza tra due superfici in uno spazio tridimensionale, usando un sistema CAD/CAM 3D, si potrebbe pensare di costruire una griglia di punti in ogni superficie e confrontare la distanza di ogni singolo punto nella prima superficie da ogni punto della seconda. Non è necessario conoscere la distanza effettiva, ma solo quale distanza è la minore. Una volta individuati i due punti più vicini, si può creare una griglia più piccola attorno a questi punti in ogni superficie e ripetere il procedimento. Dopo diverse iterazioni si riesce a valutare quali sono i punti più vicini in assoluto, e di questi calcolare la radice quadrata per ottenere un'ottima approssimazione della distanza minima tra le due superfici.

## Distanza n-dimensionale
In generale, per due punti in uno spazio {\displaystyle n}-dimensionale, {\displaystyle P=(p_{1},p_{2},\ldots ,p_{n})} e {\displaystyle Q=(q_{1},q_{2},\ldots ,q_{n})}, la distanza euclidea è calcolata come:
{\displaystyle {\sqrt {(p_{1}-q_{1})^{2}+(p_{2}-q_{2})^{2}+\cdots +(p_{n}-q_{n})^{2}}}={\sqrt {\sum _{k=1}^{n}{(p_{k}-q_{k})^{2}}}}.}